# La muñeca (película de 1968)
La muñeca  (en polaco: Lalka, 1968) es una  película polaca dirigida por Wojciech Jerzy Has

## Sinopsis
La película es una adaptación de la novela La muñeca, escrita por Bolesław Prus, considerada por muchos como una de las  mejores novelas polacas nunca escritas. La influencia de Émile Zola es evidente, y algunos ya la han comparado con la novela Madame Bovary de Gustave Flaubert; ambos eran contemporáneos de Prus. La película, aun así, puede ser comparada a El Rojo y el Negro de Stendhal.
La muñeca constituye una visión de la vida en Varsovia entre 1878 y 1879, y al mismo tiempo es una historia sutil de tres generaciones de idealistas polacos, sus complicaciones psicológicas, su implicación en la historia del decimonoveno siglo, obras sociales, problemas morales y la experiencia de existencia trágica. Al propio tiempo esta historia describe la desintegración de relaciones sociales y la separación de crecer de una sociedad cuya élite aristocrática extiende los modelos de vanidad. En el aire malo de un país rebelde, las ideas antisemitas nacen con los individuos valiosos que conocen obstáculos en su camino, y los sinvergüenzas crecen exitosamente. 
Esta poética historia de amor sigue a un nuevo mercader rico, Stanislaw Wokulski, a través de una serie de pruebas y tribulaciones ocasionadas por su pasión obsesiva hacia una bella aristócrata, Izabela Lecka (interpretada por Beata Tyszkiewicz).

## Argumento
Como descendiente de una empobrecida familia noble polaca, el joven Wokulski se ve obligado a trabajar como camarero en un restaurante de Varsovia. Después de participar en una fallida revuelta contra la Rusia zarista, es sentenciado al exilio en Siberia.
A su regreso a Varsovia, se convierte en vendedor de una mercería, y se casa con la viuda del antiguo propietario. La mujer muere, y Wokulski invierte el dinero que tiene en establecer una sociedad con un comerciante ruso que conoció en el exilio.
Los dos mercaderes van a Bulgaria durante la guerra ruso-turca, y Wokulski hace una fortuna suministrando al ejército ruso. El emprendedor Wokulski ahora demuestra ser un romántico de corazón, enamorándose de Izabela, hija del arruinado aristócrata Tomasz Łęcki. En su intento de conseguir a Izabela, Wokulski comienza a frecuentar teatros y salones aristocráticos; y para ayudar al padre de Izabela funda una compañía y establece a los aristócratas como accionistas en su negocio.
La indolencia de estos aristócratas, ya que con sus seguras pensiones son demasiado vagos para asumir nuevos riesgos comerciales, frustra a Wokulski. Se respeta su capacidad de ganar dinero, pero su falta de rango familiar y social es condescendiente. Debido a su "ayuda" (en secreto) al padre pobre pero influyente de Izabela, la chica se da cuenta de su afecto. Al final ella consiente en aceptarlo, pero sin verdadera devoción o amor.

## Reparto
- Mariusz Dmochowski - Stanislaw Wokulski
- Beata Tyszkiewicz - Izabela Lecka
- Tadeusz Fijewski - Ignacy Rzecki
- Halina Gallowa - La señora Zaslawska
- Wiesław Vałtan - Krzeszowski
- Kalina Jędrusik - Wasowska
- Jan Koecher - el príncipe
- Jan Kreczmar - Tomasz Lecki
- Tadeusz Kondrat - Szlangbaum
- Halina Kwiatkowska - la baronesa Krzeszowska
- Andrzej Łapicki - Kazimierz Starski
- Jan Machulski - juliano Ochocki
- Józef Pieracki - Doctor Szuman
- Janina Romanówna - La condesa Joanna